# Ralph Rosenborg
Ralph Rosenborg (* 9. Juni 1913 in Brooklyn, NY; † 22. Oktober 1992 in Portland, Oregon) war ein US-amerikanischer Maler, dessen Werke als expressionistisch und abstrakt beschrieben werden. Er war Mitglied der Künstlergruppe The Ten, zu der auch Mark Rothko, Adolph Gottlieb und Louis Schanker gehörten.

## Leben
Ralph Rosenborg wurde 1913 in Brooklyn als Sohn schwedischer Einwanderer geboren. Bereits in seiner Jugend zeigte er künstlerisches Interesse und skizzierte Landschaften von Long Island. Während seiner Schulzeit erhielt er eine  künstlerische Ausbildung in der Art League School am American Museum of Natural History. Von 1930 bis 1933 studierte er privat bei Henriette Reiss, einer Künstlerin aus dem Umkreis von Wassily Kandinsky. Unter ihrem Einfluss wandte er sich von der akademischen Malerei ab und experimentierte mit gestischer und abstrakter Kunst.  
In den 1930er Jahren arbeitete Ralph Rosenborg für verschiedene Programme der Works Progress Administration (WPA), darunter das Public Works of Art Project sowie die Teaching-, Easel- und Mural Division. In der Mural Division arbeitete er mit Arshile Gorky zusammen, während er in der Easel Division mit Künstlern wie Ad Reinhardt, William Baziotes und Joseph Stella in Kontakt kam. Später wurde er Dozent an der Brooklyn Museum School und unterrichtete an verschiedenen öffentlichen Schulen in New York sowie an der University of Wyoming und der University of North Carolina.  
Seine erste Einzelausstellung fand 1935 im Eighth Street Playhouse in New York statt. Ab 1936 war Rosenborg Gründungsmitglied der American Abstract Artists (AAA) und nahm an deren jährlichen Ausstellungen teil. 1938 veröffentlichte er den Aufsatz Non-Objective Creative Expression im Jahrbuch der AAA. Stilistisch unterschied er sich von vielen AAA-Künstlern, da er sich stärker an expressionistischen Landschaftsdarstellungen orientierte. Er war auch Mitglied der Nw Yorker Künstlergruppe The Ten. Inspiriert von Paul Klee und Adolph Gottlieb verwendete er in einigen Werken Symbole und Hieroglyphen, blieb aber in seinem Stil stark von Naturdarstellungen geprägt.  
Ende der 1930er Jahre arbeitete Rosenborg als Museumswärter in Hilla von Rebays Museum of Non-Objective Painting, wo er in Kontakt mit Jackson Pollock kam. Sein Malstil beeinflusste viele Künstler seiner Zeit, darunter Pollock und Willem de Kooning. Sein expressiver Farbauftrag, bei dem er die Farbe direkt auf die Leinwand drückte, nahm Elemente des Abstrakten Expressionismus vorweg. In den Jahren 1949 und 1950 beteiligte er sich an den Diskussionen des Studio 35, einer von Alfred H. Barr Jr., Richard Lippold und Robert Motherwell geleiteten Gesprächsreihe über avantgardistische Kunst. Dort diskutierte er mit Künstlern wie Barnett Newman, Louise Bourgeois und Willem de Kooning über die Konzepte, die der aufkommenden Kunstrichtung, die später als Abstrakter Expressionismus bekannt werden sollte, zugrunde lagen.
1966 erhielt Rosenborg ein Stipendium des National Council of the Arts für eine Europareise. In den 1970er Jahren zog er sich zunehmend aus der Öffentlichkeit zurück, blieb aber künstlerisch aktiv. Seine Werke wurden weiterhin in den USA und international ausgestellt, unter anderem im Rahmen von Programmen des US-Außenministeriums und des Butler Institute of American Art. Nach einem Schlaganfall zog er 1991 mit seiner Frau Margaret nach Portland, Oregon, wo er am 22. Oktober desselben Jahres starb.